# Masahito Onoda
Masahito Onoda (japanisch 小野田 将人 Onoda Masahito; * 4. Mai 1996 in der Präfektur Okayama) ist ein japanischer Fußballspieler.

## Karriere
Onoda erlernte das Fußballspielen in der Schulmannschaft der Okayama Gakugeikan High School und der Yanagigaura High School. Seinen ersten Vertrag unterschrieb er 2015 in Imabari beim FC Imabari. Für den Verein absolvierte er 75 Ligaspiele. 2019 wurde er an den Erstligisten Shonan Bellmare nach Hiratsuka ausgeliehen. Für Shonan stand er zehnmal in der ersten Liga auf dem Spielfeld. 2020 wechselte er nach Yamagata zum Zweitligisten Montedio Yamagata. Für Yamagata bestritt er elf Zweitligaspiele. Iwate Grulla Morioka, ein Drittligist aus Morioka, nahm ihn ab März 2021 unter Vertrag. Ende der Saison 2021 feierte er mit Iwate die Vizemeisterschaft und den Aufstieg in die zweite Liga. Nach nur einer Saison in der zweiten Liga musste er mit dem Verein am Ende der Spielzeit als Tabellenletzter wieder in die dritte Liga absteigen.

## Erfolge
Iwate Grulla Morioka
- J3 League: 2021 (Vizemeister)  ▲